# Malhador
Malhador este un oraș în Sergipe (SE), Brazilia.